# Coupe de France 1951/52
Het seizoen 1951/52 was het 35e seizoen van de Coupe de France in het voetbal. Het toernooi werd georganiseerd door de Franse voetbalbond.
Dit seizoen namen er 1024 clubs deel (14 meer dan de record deelname in het vorige seizoen). De competitie ging in de zomer van 1951 van start en eindigde op 4 mei 1952 met de finale in het Stade Olympique Yves-du-Manoir in Colombes. De finale werd gespeeld tussen OGC Nice (voor het eerst finalist en met de Nederlanders Bertus de Harder en Joop de Kubber in de gelederen) en Girondins Bordeaux (voor de derde keer finalist). OGC Nice versloeg Girondins Bordeaux met 5-3.
OGC Nice was de vierde club die de dubbel (landstitel en beker) in het Franse voetbal won.

## Uitslagen

### 1/32 finale
De wedstrijden werden op 13 januari gespeeld, de beslissingswedstrijden op 20 januari.
| Winnaar                 | Uitslag | Verliezer               |
| ----------------------- | ------- | ----------------------- |
| OGC Nice                | 5-0     | SA Épinal               |
| Girondins Bordeaux      | 3-1     | FC Grenoble             |
| FC Rouen                | 2-1     | Stade Pontivy           |
| Lille OSC               | 5-1     | US Le Mans              |
| US Valenciennes-Anzin   | 3-1 nv  | CA Paris                |
| Stade Rennes            | 2-1 nv  | FC Sète                 |
| FC Sochaux              | 7-0     | Olympique Alès          |
| AS Monaco               | 4-0     | ES Pure-Messempré       |
| Olympique Nîmes         | 2-1     | AS Béziers              |
| Stade Français          | 4-2     | AC Bolbec               |
| US Quevilly             | 4-1     | Sporting Toulon         |
| Olympique Marseille     | 2-0     | Toulouse FC             |
| Olympique Saint-Quentin | 2-1     | FC Nantes               |
| RC Strasbourg           | 3-1     | RC Lens                 |
| CO Roche-la-Molière     | 2-1     | AS Roanne               |
| RC Paris                | 2-0     | La Bastidienne Bordeaux |

| Winnaar                    | Uitslag     | Verliezer        |
| -------------------------- | ----------- | ---------------- |
| ESCN La Ciotat             | 3-2         | Dechy Sports     |
| AS Saint-Étienne           | 4-3 nv      | Rapid Menton     |
| Le Havre AC                | 2-1 nv      | UA Sedan Torcy   |
| CO Roubaix-Tourcoing       | 4-2         | FC Nancy         |
| CA Montreuil               | 3-0         | Tours FC         |
| SCO Angers                 | 3-2 nv      | US Auchel        |
| SO Montpellier             | 2-1         | FC Metz          |
| AS Cherbourg-Stella        | 0-0 nv; 3-2 | US Saint-Gaudens |
| Carabiniers Billy-Montigny | 4-2         | SO Merlebach     |
| Stade Reims                | 7-0         | USA Limoges      |
| FC Annecy                  | 3-2         | US Saint-Malo    |
| CS Avion                   | 4-0         | Chamois Niort FC |
| JA Armentières             | 5-2         | CA Le Puy        |
| Olympique Lyon             | 2-0         | RCFC Besançon    |
| AS Cannes                  | 3-3 nv; 1-0 | FC Mulhouse      |
| AC Amiens                  | 4-0         | FC Scionzier     |

### 1/16 finale
De wedstrijden werden op 3 februari gespeeld, de beslissingswedstrijden op 7 februari.
| Winnaar               | Uitslag     | Verliezer            |
| --------------------- | ----------- | -------------------- |
| OGC Nice              | 6-0         | ESCN La Ciotat       |
| Girondins Bordeaux    | 3-3 nv; 2-1 | AS Saint-Étienne     |
| FC Rouen              | 3-2 nv      | Le Havre AC          |
| Lille OSC             | 2-1         | CO Roubaix-Tourcoing |
| US Valenciennes-Anzin | 3-1         | CA Montreuil         |
| Stade Rennes          | 4-1         | SCO Angers           |
| FC Sochaux            | 3-0         | SO Montpellier       |
| AS Monaco             | 2-0         | AS Cherbourg-Stella  |

| Winnaar                 | Uitslag     | Verliezer                  |
| ----------------------- | ----------- | -------------------------- |
| Olympique Nîmes         | 4-1         | Carabiniers Billy-Montigny |
| Stade Français          | 2-2 nv; 3-1 | Stade Reims                |
| US Quevilly             | 3-2         | FC Annecy                  |
| Olympique Marseille     | 3-1         | CS Avion                   |
| Olympique Saint-Quentin | 4-2         | JA Armentières             |
| RC Strasbourg           | 1-1 nv; 6-1 | Olympique Lyon             |
| CO Roche-la-Molière     | 4-1         | AS Cannes                  |
| RC Paris                | 5-1         | AC Amiens                  |

### 1/8 finale
De wedstrijden werden op 24 februari gespeeld, de enige beslissingswedstrijd op 6 maart.
| Winnaar            | Uitslag        | Verliezer           |
| ------------------ | -------------- | ------------------- |
| OGC Nice           | 2-0            | Olympique Nîmes     |
| Girondins Bordeaux | 1-1 nv; 3-2 nv | Stade Français      |
| FC Rouen           | 3-1            | US Quevilly         |
| Lille OSC          | 2-1            | Olympique Marseille |

| Winnaar               | Uitslag | Verliezer               |
| --------------------- | ------- | ----------------------- |
| US Valenciennes-Anzin | 3-0     | Olympique Saint-Quentin |
| Stade Rennes          | 2-1 nv  | RC Strasbourg           |
| FC Sochaux            | 5-0     | CO Roche-la-Molière     |
| AS Monaco             | 1-0     | RC Paris                |

### Kwartfinale
De wedstrijden werden op 16 maart gespeeld, de enige beslissingswedstrijd op 20 maart.
| Winnaar            | Uitslag     | Verliezer             |
| ------------------ | ----------- | --------------------- |
| OGC Nice           | 3-0         | US Valenciennes-Anzin |
| Girondins Bordeaux | 2-2 nv; 4-2 | Stade Rennes          |
| FC Rouen           | 2-1         | FC Sochaux            |
| Lille OSC          | 4-0         | AS Monaco             |

### Halve finale
De wedstrijden werden op 6 april gespeeld.
| Winnaar            | Uitslag | Verliezer |
| ------------------ | ------- | --------- |
| OGC Nice           | 3-1     | FC Rouen  |
| Girondins Bordeaux | 2-1 nv  | Lille OSC |

### Finale
De wedstrijd werd op 4 mei 1952 gespeeld in het Stade Olympique Yves-du-Manoir in Colombes voor 61.485 toeschouwers. De wedstrijd stond onder leiding van scheidsrechter Jacques Devillers.
| Winnaar                                                                                             | Uitslag | Finalist                                              |
| --------------------------------------------------------------------------------------------------- | ------- | ----------------------------------------------------- |
| OGC Nice                                                                                            | 5-3     | Girondins Bordeaux                                    |
| Victor Nurenberg 10' Luis Carniglia 12' Jean Belver 32' Abdelaziz Ben Tifour 61' Georges Césari 65' |         | 11' Henri Baillot 40' Édouard Kargu 55' Henri Baillot |

1917/18 · 1918/19 · 1919/20 · 1920/21 · 1921/22 · 1922/23 · 1923/24 · 1924/25 · 1925/26 · 1926/27 · 1927/28 · 1928/29 · 1929/30 · 1930/31 · 1931/32 · 1932/33 · 1933/34 · 1934/35 · 1935/36 · 1936/37 · 1937/38 · 1938/39 · 1939/40 · 1940/41 · 1941/42 · 1942/43 · 1943/44 · 1944/45 · 1945/46 · 1946/47 · 1947/48 · 1948/49 · 1949/50 · 1950/51 · 1951/52 · 1952/53 · 1953/54 · 1954/55 · 1955/56 · 1956/57 · 1957/58 · 1958/59 · 1959/60 · 1960/61 · 1961/62 · 1962/63 · 1963/64 · 1964/65 · 1965/66 · 1966/67 · 1967/68 · 1968/69 · 1969/70 · 1970/71 · 1971/72 · 1972/73 · 1973/74 · 1974/75 · 1975/76 · 1976/77 · 1977/78 · 1978/79 · 1979/80 · 1980/81 · 1981/82 · 1982/83 · 1983/84 · 1984/85 · 1985/86 · 1986/87 · 1987/88 · 1988/89 · 1989/90 · 1990/91 · 1991/92 · 1992/93 · 1993/94 · 1994/95 · 1995/96 · 1996/97 · 1997/98 · 1998/99 · 1999/00 · 2000/01 · 2001/02 · 2002/03 · 2003/04 · 2004/05 · 2005/06 · 2006/07 · 2007/08 · 2008/09 · 2009/10 · 2010/11 · 2011/12 · 2012/13 · 2013/14 · 2014/15 · 2015/16 · 2016/17 · 2017/18 · 2018/19 · 2019/20 · 2020/21 · 
2021/22 · 2022/23 · 2023/24 · 2024/25 ·